# إلمور جيمس
إلمور جيمس (بالإنجليزية: Elmore James)‏ هو مغن مؤلف ومغني وعازف قيثارة أمريكي، ولد في 27 يناير 1918 في مقاطعة رانكين في الولايات المتحدة، وتوفي في 24 مايو 1963 في شيكاغو في الولايات المتحدة بسبب نوبة قلبية.

## وصلات خارجية
- إلمور جيمس على موقع IMDb (الإنجليزية)
- إلمور جيمس على موقع الموسوعة البريطانية (الإنجليزية)
- إلمور جيمس على موقع ميوزك برينز (الإنجليزية)
- إلمور جيمس على موقع أول ميوزيك (الإنجليزية)
- إلمور جيمس على موقع ديسكوغز (الإنجليزية)
- إلمور جيمس على موقع قاعدة بيانات الفيلم (الإنجليزية)